# Дерманска свиня
Дерманска свиня е вече несъществуваща българска местна порода свине.

## Създаване
Породата е създадена в резултат на кръстосването на местната бяла свиня с други породи като Беркшир, германски свине и местната кулска мангалица. Породата е отглеждана при пасищни условия в Луковитско, Тетевенско, Ловешко, Ботевградско. Създадено е в района на село Дерманци откъдето произлиза и името ѝ.

## Описание
Породата е от типа за сланина. Характеризира се с висока скорозрелост, бързо се угоява, добре оползотворява фуража и е издръжлива и приспособена за пасищен режим на отглеждане. Представителите и са невзискателни към храненето и гледането и по-рядко боледуват. Главата е средно голяма със слабо пречупена профилна линия. Ушите са слабо до силно клепнали напред. Шията е средно дълга и добре замускулена. Гърдите са широки, дълбоки и бъчвообразни. Задните крайници са пълни и здрави с правилна постановка. Кожата не е много дебела, еластична, покрита с гъста, права или слабо къдрава четина. Космената покривка е пъстра. Раждат по 7 – 9 прасенца. Достигат живо тегло 110 – 230 kg.
Основната причина породата постепенно да отпадне и напълно да изчезне е тази, че при клане прасетата имат много подкожна сланина. В селекцията на съвременните породи свине се залага все по-малко на наличието на подкожна мазнина за сметка на мускулната маса.